# Encíclicas sociales
Las Encíclicas Sociales  son los pronunciamientos oficiales del Papa sobre temas sociales dirigidos a los obispos, creyentes y a toda la humanidad. Conforman en su conjunto la doctrina social de la Iglesia católica.
Desde León XIII con Rerum novarum (sobre las cosas nuevas)' sobre la cuestión social en 1891, a ella se siguen refiriendo los pontífices, Pío XI en Quadragesimo anno (a cuarenta años) sobre las cuestiones laborales en 1931, Juan XXIII en Mater et Magistra ('Madre y Maestra) sobre los campesinos en 1961, después Pacem in terris (Paz en la Tierra) en 1963, Pablo VI sobre Populorum progressio (el progreso de los pueblos) en 1967 y Octogesima adveniens (El octogésimo aniversario) sobre los nuevos problemas sociales en 1971. Laborem exercens en 1981, Juan Pablo II, sobre el trabajo Humano, 'Solicitud de la cosa social', Sollicitudo rei socialis, con temas sociológicos y metodológicos de la situación de la humanidad en 1988, Centesimus annus (Centésimo año) sobre cuestiones contemporáneas a 1991, cuestiones agrícolas, Veritatis splendor en 1993, esplendor de la verdad  y Evangelium Vitae de 1995, sobre la vida humana, evangelio de vida sobre el valor de la vida, la Encíclica social Caritas in veritate de Benedicto XVI y las encíclicas, Laudato si y Frattelli tutti de Francisco.
Los aspectos comentados o el enfoque asignado de política social, se desarrollan ampliamente el tema de los valores, las creencias y las ideologías y los derechos humanitarios desde una perspectiva católica. Por tanto deben considerarse como los pronunciamientos de la Iglesia Católica ante los cambios de la sociedad y el mundo y por tanto prescripciones normativas de lo correcto y justo.
Históricamente representaron en su comienzo, sobre todo Rerum Novarum, una respuesta a las demandas y agendas políticas de los partidos y movimientos políticos de orientación obrera o socialista o anarquista. Siendo la base para la creación del socialcristianismo como movimiento social y político desde fines del siglo XIX y comienzos del XX.
Además han servido como marco conceptual en las actividades de los sociólogos de orientación católica. La amplitud social dentro de las encíclicas es grande si bien las primeras se referían a los derechos sociales de los trabajadores, también hacían referencia a los patrones y la relación entre ellos. Posteriores encíclicas tratan del rol de diversas instituciones en la vida social como lo son las comunicaciones sociales y el pacifismo.
En el caso de Latinoamérica sirvieron de inspiración en la redacción del Documento de Puebla (1979). Así como la base, aunque no apoyada oficialmente y rechazada en algunas posiciones extremas, de la Teología de la Liberación. El mejor resumen de las encíclicas sociales se encuentra en el Compendio de la doctrina social de la Iglesia.

## Lista de encíclicas sociales básicas
| Encíclica                            | Traducción                                               | Papa          | Año  | Contenido |
| ------------------------------------ | -------------------------------------------------------- | ------------- | ---- | --- |
| Rerum Novarum (RN)                   | De las Cosas Nuevas                                      | León XIII     | 1891 | Rechaza el abuso del capitalismo y del marxismo hacia los obreros                                                 |
| Ad Beatissimi Apostolorum (ABA)      | A la [cátedra] del Santísimo [Príncipe] de los Apóstoles | Benedicto XV  | 1914 | Ante el inicio de la Primera Guerra Mundial, hace un clamor por la paz, especialmente entre cristianos            |
| Quod Iam Diu (QID)                   | Lo que hace tanto tiempo                                 | Benedicto XV  | 1918 | Al final de la guerra, petición de «verdadera paz fundada sobre los principios cristianos de la justicia»         |
| Pacem, Dei Munus Pulcherrimum (PDMP) | La paz, bellísimo don de Dios                            | Benedicto XV  | 1920 | El valor de la paz, lo que la destruye, la necesidad de justicia y el papel de la Iglesia                         |
| Quadragesimo Anno (QA)               | En el Cuadragésimo año                                   | Pío XI        | 1931 | Defiende la propiedad privada, así como la justa retribución salarial del trabajador                              |
| Mater et Magistra (MM)               | Madre y Maestra                                          | Juan XXIII    | 1961 | Describe el subdesarrollo, y critica la falta de solidaridad de los países ricos hacia los pobres                 |
| Pacem in Terris (PT)                 | La Paz en la Tierra                                      | Juan XXIII    | 1963 | Defiende los derechos humanos, y llamada a la paz ante la amenaza de una guerra nuclear                           |
| Populorum Progressio (PP)            | El Desarrollo de los Pueblos                             | Pablo VI      | 1967 | Desarrollo integral y solidario, insistiendo en que la economía está al servicio humano, no al revés              |
| Octogesima adveniens (OA)            | Al Acercarse el Octogésimo [Aniversario]                 | Pablo VI      | 1971 | Importancia de cambiar las estructuras sociales y los corazones para un cambio efectivo de injusticias            |
| Laborem Exercens (LE)                | Al ejercer su trabajo                                    | Juan Pablo II | 1981 | Descripción de la visión cristiana del trabajo                                                                    |
| Sollicitudo Rei Socialis (SRS)       | Preocupación por la Cuestión Social                      | Juan Pablo II | 1987 | Señala que el subdesarrollo es una amenaza para la unidad de la humanidad                                         |
| Centesimus Annus (CA)                | Centésimo Año                                            | Juan Pablo II | 1991 | Analiza el derrumbe del marxismo y el papel del estado en la transformación social.                               |
| Caritas in veritate                  | La caridad en la verdad                                  | Benedicto XVI | 2009 | Aborda el desarrollo sostenible, pobrezas y desigualdades, y la crisis económica global                           |
| Laudato si'                          | Alabado seas                                             | Francisco     | 2015 | Desglosa la ecología integral, denuncia la actual destrucción de la creación y aporta otras opciones sostenibles. |
| Fratelli tutti                       | Hermanos todos                                           | Francisco     | 2020 | Postula unas relaciones políticas sanas de fraternidad entre personas y pueblos.                                  |